# اليساندرو مانقيراتي
اليساندرو مانقيراتي (15 سبتمبر 1978 ببيلينزونا في سويسرا - ) هو لاعب كرة قدم سويسري في مركز الدفاع. لعب مع نادي أطلس ونادي بيلينزونا ونادي بيلينينسش ونادي شافهاوزن ونادي غراسهوبر زيوريخ ونادي ويل ونادي لوكارنو.

## روابط خارجية
- اليساندرو مانقيراتي على موقع قاعدة بيانات كرة القدم.إي يو (الإنجليزية)
- اليساندرو مانقيراتي على موقع Soccerway.com (الإنجليزية)
- اليساندرو مانقيراتي على موقع عالم كرة القدم.نت (الإنجليزية)